# 마이야르 반응
마이야르 반응(영어: Maillard reaction)은 프랑스의 화학자인 루이 카미유 마이야르에 의해 1912년에 처음 보고된 당류, 특히 환원당과 아미노 화합물들에 의한 갈색화 반응으로 당류가 아미노산류, 펩타이드류, 단백질 등과 함께 있을 때 매우 쉽게 상호 반응하여 여러 단계의 중간과정을 거쳐 갈색 색소인 멜라노이딘 색소를 생성하는 것이다. 일반적으로 대부분의 식품들이 주성분으로 당류 등의 카보닐 화합물과 단백질 등의 아미노기를 가진 질소화합물을 다소 함유하고 있기 때문에 마이야르 반응은 식품에서 흔히 볼 수 있는 갈색반응이며 식품가공에서 가장 중요한 비효소적 갈색 반응이다. 또한 이 반응의 특징은 자연발생적으로 일어날 수 있다는 것이다.
마이야르 반응은 스테이크를 구울 때 나는 맛있는 냄새와도 직접적인 연관성을 가지고 있다. 스테이크와 같은 육류의 맛은 거의 대부분이 마이야르 반응을 통해 결정되며, 이는 미각과 후각이 깊은 연관이 있기 때문이다..

## 같이 보기
- 최종 당화 산물
- 베이킹
- 캐러멜화
- 웍